# Landmark 81
Landmark 81 eller Vincom Landmark 81 er en skyskraber i Ho Chi Minh-byen, Vietnam. 
Byggeriet begyndte i december 2014 og blev afsluttet i slutningen af 2018; indvielsen fandt sted 27. juli dette år. Højden er 461,3 m, og bygningen er den højeste i Vietnam. Bygningen har 81 etager samt 4 under jordoverfladen, og den har et samlet gulvareal på 249.000 m². Bygningen anvendes primært til beboelse og hotel med 491 lejligheder og 204 hotelværelser, og der findes et udsigtsplan i 382,7 m højde.
Arkitekt på bygningen er britiske Atkins, og bygherre er det lokale Vinhomes, et firma i Vingroup.